# Benjamin Kleibrink
Benjamin Philip Kleibrink (Düsseldorf, 30 de julio de 1985) es un deportista alemán que compitió en esgrima, especialista en la modalidad de florete.
Participó en tres Juegos Olímpicos de Verano, obteniendo dos medallas, oro en Pekín 2008, en la prueba individual, y bronce en Londres 2012, en la prueba por equipos (junto con Sebastian Bachmann, Peter Joppich y André Weßels), y el sexto lugar en Tokio 2020 (por equipos).
Ganó siete medallas en el Campeonato Mundial de Esgrima entre los años 2005 y 2011, y siete medallas en el Campeonato Europeo de Esgrima entre los años 2006 y 2019.

## Palmarés internacional
| Juegos Olímpicos   | Juegos Olímpicos        | Juegos Olímpicos  | Juegos Olímpicos    |
| Año                | Lugar                   | Medalla           | Prueba              |
| ------------------ | ----------------------- | ----------------- | ------------------- |
| 2008               | Pekín (China)           | Medalla de oro    | Florete individual  |
| 2012               | Londres (Reino Unido)   | Medalla de bronce | Florete por equipos |
| Campeonato Mundial |                         |                   |                     |
| Año                | Lugar                   | Medalla           | Prueba              |
| 2005               | Leipzig (Alemania)      | Medalla de bronce | Florete por equipos |
| 2006               | Turín (Italia)          | Medalla de plata  | Florete por equipos |
| 2007               | San Petersburgo (Rusia) | Medalla de plata  | Florete por equipos |
| 2007               | San Petersburgo (Rusia) | Medalla de bronce | Florete individual  |
| 2008               | Pekín (China)           | Medalla de plata  | Florete por equipos |
| 2009               | Antalya (Turquía)       | Medalla de plata  | Florete por equipos |
| 2011               | Catania (Italia)        | Medalla de bronce | Florete por equipos |
| Campeonato Europeo |                         |                   |                     |
| Año                | Lugar                   | Medalla           | Prueba              |
| 2006               | Esmirna (Turquía)       | Medalla de bronce | Florete individual  |
| 2007               | Gante (Bélgica)         | Medalla de oro    | Florete por equipos |
| 2007               | Gante (Bélgica)         | Medalla de plata  | Florete individual  |
| 2009               | Plovdiv (Bulgaria)      | Medalla de bronce | Florete por equipos |
| 2012               | Legnano (Italia)        | Medalla de plata  | Florete individual  |
| 2012               | Legnano (Italia)        | Medalla de bronce | Florete por equipos |
| 2019               | Düsseldorf (Alemania)   | Medalla de plata  | Florete por equipos |